# 鈴木潤 (フィギュアスケート選手)
鈴木 潤（すずき じゅん、英語: Jun Suzuki、 1994年5月8日 - ）は、日本の元フィギュアスケート選手（男子シングル）。宮城県仙台市出身。血液型はB型。
北海道大学工学部卒業。同大学大学院工学院修士課程修了。
主な戦績に、2017年全日本選手権10位、2011年全日本ジュニア選手権7位、2011年ジュニアグランプリシリーズ ブラショフ杯11位、2008年全国中学スケート大会3位、2012年全国高等学校スケート競技選手権大会3位、2018年チャレンジカップ 4位などがある。

## 人物
1994年宮城県仙台市生まれ。中学3年生の時に札幌市に移住。高校は北海道有数の進学校として知られる北海道札幌南高等学校に入学。2014年北海道大学工学部に入学。2018年北海道大学大学院工学院へ進学。大学院では論文が米国化学会誌に取り上げられ、またフィギュアスケート日本代表としての活躍が認められ北大えるむ賞を受賞している。修了後、ソニーへの就職を機にフィギュアスケート競技から引退した。

## 経歴

### ノービス時代
4歳年上の姉の影響から4歳よりスケートを始める。
同郷で同い年（スケート年齢は鈴木が1年上）の羽生結弦とは幼少期から競いあい、全日本ノービスBでも1年目は木原龍一、2年目は羽生に次ぐ全国2位の成績を2年連続で収めたが、腰椎分離症を発症し半年スケートを離れ、全日本ノービスAでは表彰台から遠ざかった。

### ジュニア時代
再び全国大会で表彰台に立ったのは中学1年の第28回全国中学校スケート大会。羽生結弦、田中刑事、日野龍樹、木原龍一など強豪揃いの中、3位と健闘し将来のトップスケーターを期待された。
しかし、中学2年生の1月にホームリンクの勝山スケートリンクが閉鎖。練習環境を求め父親の単身赴任先であった札幌に中学3年生の時に移住したものの、札幌市内の2か所の通年リンクはアイスホッケーなどと共同で使用するため練習時間の確保ができず、車で1～2時間かかる市外数か所のリンクでも練習するなど、不規則で厳しい練習環境で選手生活を続けることとなった。
高校受験のため中学3年生の後半はスケートを休んだ。
高校1年生の時に 全日本ジュニア で8位に入り、推薦で全日本選手権に初出場。強化選手にも選ばれ高校2年生のときにはジュニアグランプリシリーズに出場した。
その年の全日本ジュニアで7位に入り、全国高等学校スケート選手権では田中刑事、日野龍樹に次ぐ3位の成績を収めたが、大学受験のため翌年の強化指定を外れ、高校3年生からの2年間競技から離れた。

### シニア以降
北海道大学工学部に合格後、選手生活は4年間と決め競技に復帰。大学2年生の2015-2016年シーズンに、全日本選手権が地元の札幌開催だったことから「懸けるならここしかない」と大きな決断をし、当時のコーチである山田真実のつてをたどってアメリカのミシガン州デトロイトで指導者として活躍している元世界チャンピオンの佐藤有香の元でプログラム作りを行った。
以降大学院1年生まで毎年デトロイトに赴き佐藤有香の元で振付を行い、滞在中にはジェレミー・アボットの指導を受けたりパトリック・チャンから刺激をもらったりした。
トリプルアクセルを習得し挑んだその年の全日本選手権では地元開催ということで大きな歓声を浴びたが、直前の怪我もあり結果は13位とあと一つで強化指定を逃した。
4年間の競技生活で強化選手に復帰するためには最後のチャンスのシーズンとなる大学3年生の夏にまたも腰椎分離症を発症。怪我を抱えながらも東日本選手権で2位に入り全日本選手権での上位進出が期待されたが、全日本選手権では持ち越しのショートプログラムでは8位につけたものの、フリースケーティングでは怪我の影響もあり失速。結果は14位で終わり強化選手への復帰は叶わなかった。年明けのインカレには出場を予定していたが状態が悪化したことから試合前日に出場を断念。以降そのシーズンの残りを休養にあて、休養中のインタビューでは大学院進学後の現役続行の可能性を初めて示唆した。
背水の陣で挑んだ大学4年生のシーズンに、全日本選手権のショートプログラムで12位につけ、迎えたフリースケーティングでは自己ベストとなる会心の演技を披露。初の合計200点超えを果たし最終的に総合10位となり翌シーズンの強化指定の権利を得た。2月には高校2年生以来の国際大会にも派遣され、4位と表彰台まであと1歩にせまり、182pを獲得しISUワールドスタンディングで165位にランクインした。
強化指定選手への復帰を果たしたことで大学院進学後も現役続行を決意し、大学院1年生のシーズンの全日本選手権では文武両道の選手として観客を引き込む演技で話題を呼んだ。

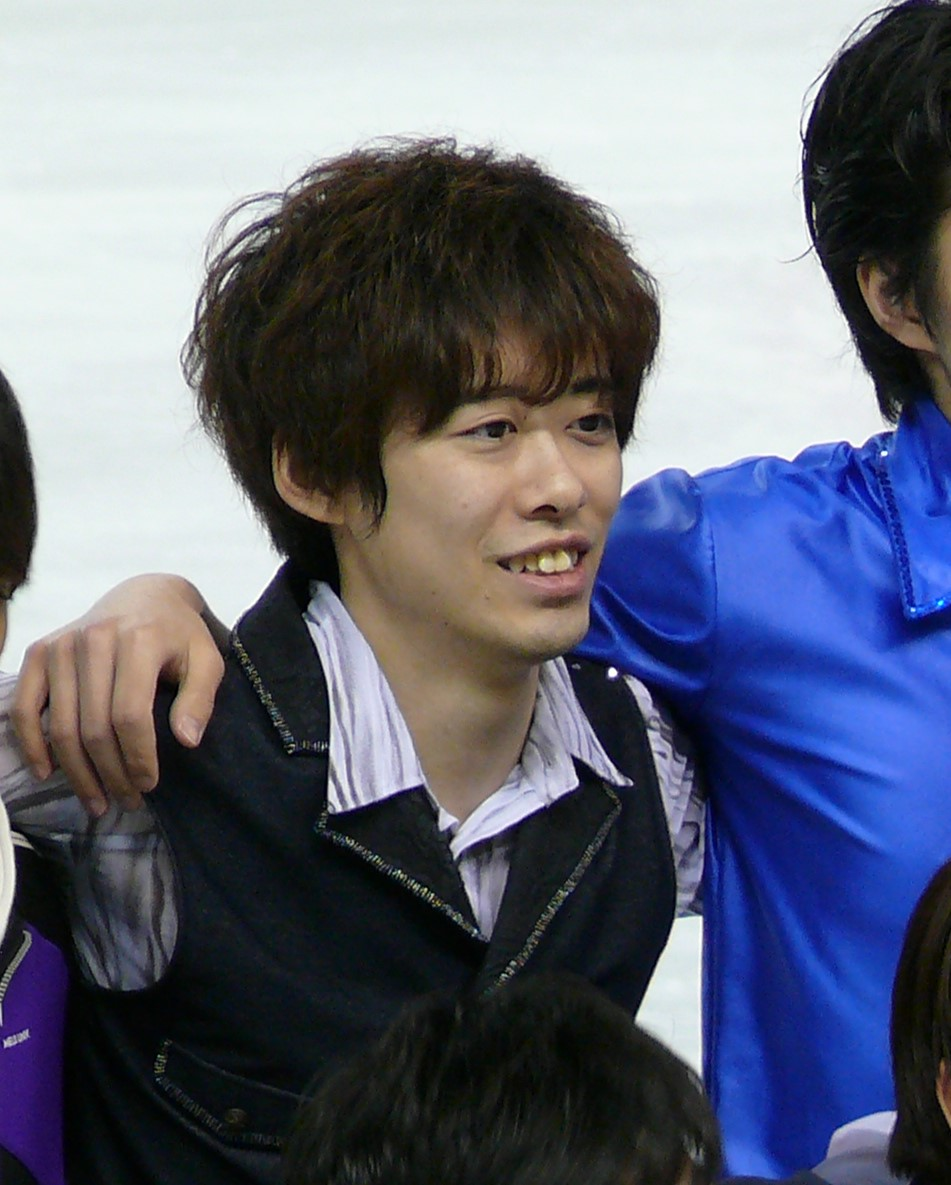
『明治×法政オンアイス』終了後の記念撮影

大学院2年生のシーズン前に、今年度限りでの引退を発表。最後のプログラムとなるショートプログラムは『別れの曲』を選び、振付は自身で行った。
6位以内で全日本選手権出場が決まる東日本選手権では、ショートプログラムで11位と大きく出遅れたが、フリースケーティングでは会場を巻き込む起死回生の演技で9人を残して暫定一位につけ、フリースケーティングは3位、総合6位で全日本選手権出場の最後の1枠を掴んだ。
最後の大舞台となる全日本選手権はショートプログラムでトリプルアクセルを転倒し上位24人までのフリースケーティング進出が危ぶまれたが、スピン・ステップで得点を重ね17位につけた。フリースケーティングでは日本スケート連盟公認大会では自身初となるトリプルアクセル－トリプルトゥループのコンビネーションジャンプに成功し、演技終盤には自他ともに認める代名詞のロングイーグルを見せ 最終順位17位、万感の想いで最後の全日本選手権を終えた。
年明けの3月に開催される北海道選手権で引退を予定していたが、新型コロナウイルスの影響により北海道選手権が中止となったため、2月に東伏見で行われた学生主体のエキシビション「明治×法政オンアイス」 が公に見せる最後の姿となった。2020年3月31日自身のX（twitter）で引退を報告。21年の競技生活にピリオドを打つ文武両道の選手の引退はyahoo!ニュースにも取り上げられた。
引退後は一般企業で働く傍ら、後進の指導や振付を行っていたが、引退1年目の2020年12月にフィギュアスケート専門誌『Quadruple Axel』（山と渓谷社）で、自身の経験を語る連載コラム『文舞両道のすすめ』の掲載が開始。以降2024年2月まで全10回に渡りコラムの執筆を行った。また『フジテレビオンデマンド』でライブ配信されている東日本フィギュアスケート選手権大会に2021年よりトークゲストとして登場。2024年は東日本に加え西日本大会にも登場し、全日本の切符をかけた最終予選会の解説で、大会の盛り上げに貢献している。

## 技術・演技
特にアクセルジャンプを得意とし、着氷後にスプレッドイーグルを入れた3回転半アクセルは国際大会でも+2.00の出来栄え点を得た（当時は+3.00が最高評価）。2018年全日本選手権では3回転半アクセルで全出場選手の中で4番目の高さを計測されている。2017年の札幌フィギュアスケート選手権大会 で3回転半アクセル-3回転トウループに初成功し、2018年の国民体育大会北海道予選会、2019年全日本選手権 でも加点のつく出来栄えで3回転半アクセル-3回転トウループを成功させている。
また3回転サルコウは短い助走や演技の終盤でも安定して跳べる。この得意な二種類のジャンプを組み合わせてプログラムの後半に組み込む2回転半アクセル-1回転オイラー-3回転サルコウの3連続ジャンプは成功率が高く、重要な得点源となっている。
スピンは軸が安定しておりバリエーションも豊富なため、2016年のシーズンからはフリースケーティングにはより基礎点が高くなる二種類の足換えコンビネーションスピンを入れている。2017年シーズンは東日本選手権・全日本選手権 でショートプログラム・フリースケーティングともに全てのスピンで最高評価となるレベル4を獲得している。
2016-2018年のフリープログラムである『ニュー・シネマ・パラダイス』のコレオグラフィック・シークェンスで見せたスプレッドイーグルは、エッジの外側で滑るアウトサイドイーグルとエッジの内側で滑るインサイドイーグルの両方を取り入れたロングイーグルで国際大会でも高い評価を得て鈴木の躍進を支えた。その後のプログラムでも要所を締める見せ場の一つとなっている。

## 主な戦歴
| 大会/年          | 2007-08 | 2008-09 | 2009-10 | 2010-11 | 2011-12 | 2014-15 | 2015-16 | 2016-17 | 2017-18 | 2018-19 | 2019-20 |
| ---------------- | ------- | ------- | ------- | ------- | ------- | ------- | ------- | ------- | ------- | ------- | ------- |
| 全日本選手権     |         |         |         | 23      |         | 14      | 13      | 14      | 10      | 15      | 17      |
| 東日本選手権     | 6J      | 6J      | 6J      | 2J      | 1J      | 3       | 2       | 2       | 3       | 3       | 6       |
| 全日本Jr.選手権  | 13      | 17      | 11      | 8       | 7       |         |         |         |         |         |         |
| JGPブラショフ杯  |         |         |         |         | 11      |         |         |         |         |         |         |
| チャレンジカップ |         |         |         |         |         |         |         |         | 4       |         |         |

## 詳細
| 2019 -2020 シーズン    |                                                        |          |           |           |
| 開催日                 | 大会名                                                 | SP       | FS        | 結果      |
| 2019年12月18日 - 22日  | 第88回全日本フィギュアスケート選手権（東京）           | 17 63.49 | 16 125.81 | 17 189.30 |
| 2019年10月24日 - 27日  | 第45回東日本フィギュアスケート選手権（軽井沢）         | 11 49.17 | 3 117.92  | 6 167.09  |
| 2019年9月20日 - 23日   | 2019年東北・北海道フィギュアスケート選手権大会（八戸） | 2 59.15  | 1 119.50  | 2 178.65  |
| 2019年8月31日 - 9月1日 | 第43回札幌フィギュアスケート選手権大会（札幌）         | 1 58.23  | 1 115.95  | 1 174.18  |

| 2018 -2019 シーズン    |                                                        |          |           |           |
| 開催日                 | 大会名                                                 | SP       | FS        | 結果      |
| 2019年1月30日 - 2月3日 | 第74回国民体育大会冬季大会（釧路）                     | 8 56.04  | 11 104.30 | 11 160.34 |
| 2018年12月20日 - 24日  | 第87回全日本フィギュアスケート選手権（門真）           | 13 69.18 | 15 129.09 | 15 198.27 |
| 2018年10月25日 - 28日  | 第44回東日本フィギュアスケート選手権（八戸）           | 3 61.39  | 5 112.78  | 3 174.17  |
| 2018年9月21日 - 24日   | 2018年東北・北海道フィギュアスケート選手権大会（札幌） | 1 63.29  | 1 99.74   | 1 163.03  |
| 2018年8月24日 - 26日   | 第42回札幌フィギュアスケート選手権大会（札幌）         | 1 45.99  | 1 107.90  | 1 153.89  |

| 2017-2018 シーズン     |                                                        |          |          |           |
| 開催日                 | 大会名                                                 | SP       | FS       | 結果      |
| 2018年2月22日 - 25日   | 2018年チャレンジカップ（オランダ）                     | 3 68.38  | 4 125.72 | 4 194.10  |
| 2018年1月28日 - 2月1日 | 第73回国民体育大会冬季大会（山梨）                     | 13 55.47 | 4 122.86 | 8 178.33  |
| 2017年12月20日 - 24日  | 第86回全日本フィギュアスケート選手権（調布）           | 12 66.83 | 8 140.56 | 10 207.39 |
| 2017年10月26日 - 29日  | 第43回東日本フィギュアスケート選手権（甲府）           | 3 68.88  | 3 124.86 | 3 193.74  |
| 2017年9月21日 - 24日   | 2017年東北・北海道フィギュアスケート選手権大会（新潟） | 1 54.61  | 1 120.61 | 1 175.22  |
| 2017年9月2日 - 3日     | 第41回札幌フィギュアスケート選手権大会（札幌）         | 1 62.51  | 1 122.04 | 1 184.55  |

| 2016 -2017 シーズン   |                                                        |         |           |           |
| 開催日                | 大会名                                                 | SP      | FS        | 結果      |
| 2016年12月22日 - 25日 | 第85回全日本フィギュアスケート選手権（門真）           | 8 66.17 | 18 111.37 | 14 177.54 |
| 2016年11月3日 - 6日   | 第42回東日本フィギュアスケート選手権（東伏見）         | 1 62.83 | 4 111.63  | 2 174.46  |
| 2016年10月7日 - 10日  | 2016年東北・北海道フィギュアスケート選手権大会（八戸） | 1 66.90 | 2 103.04  | 2 169.94  |

| 2015 -2016 シーズン      |                                                        |          |           |           |
| 開催日                   | 大会名                                                 | SP       | FS        | 結果      |
| 2016年1月28日 - 31日     | 第71回国民体育大会冬季大会（盛岡）                     | 11 55.94 | 7 114.89  | 8 170.83  |
| 2016年1月6日 - 9日       | 第88回日本学生氷上競技選手権大会（日光）               | 4 60.67  | 3 122.05  | 3 182.72  |
| 2015年12月24日 - 27日    | 第84回全日本フィギュアスケート選手権（札幌）           | 14 61.82 | 12 123.36 | 13 185.18 |
| 2015年10月29日 - 11月1日 | 第41回東日本フィギュアスケート選手権（前橋）           | 9 47.86  | 1 125.91  | 2 173.77  |
| 2015年10月1日 - 4日      | 2015年東北・北海道フィギュアスケート選手権大会（三沢） | 2 57.80  | 1 116.90  | 1 174.70  |
| 2015年9月12日 - 13日     | 第39回札幌フィギュアスケート選手権大会（札幌）         | 2 61.03  | 1 118.31  | 1 179.34  |

| 2014 -2015 シーズン      |                                                        |          |           |           |
| 開催日                   | 大会名                                                 | SP       | FS        | 結果      |
| 2015年1月28日 - 2月1日   | 第70回国民体育大会冬季大会（前橋）                     | 5 56.67  | 4 121.95  | 5 178.62  |
| 2015年1月6日 - 9日       | 第87回日本学生氷上競技選手権大会（釧路）               | 4 56.85  | 5 109.91  | 5 166.76  |
| 2014年12月25日 - 28日    | 第83回全日本フィギュアスケート選手権（長野）           | 17 54.23 | 11 111.94 | 14 166.17 |
| 2014年10月30日 - 11月2日 | 第40回東日本フィギュアスケート選手権（千葉）           | 7 49.43  | 3 107.74  | 3 157.17  |
| 2014年10月2日 - 5日      | 2014年東北・北海道フィギュアスケート選手権大会（札幌） | 2 55.98  | 2 105.64  | 2 161.62  |
| 2014年8月30日 - 31日     | 第38回札幌フィギュアスケート選手権大会（札幌）         | 1 45.05  | 1 91.08   | 1 136.13  |

## プログラム使用曲
| シーズン  | SP                                                                                                 | FS |
| --------- | -------------------------------------------------------------------------------------------------- | --- |
| 2019-2020 | 練習曲ホ長調Op.10-3 作曲：フレデリック・ショパン 振付：鈴木潤、横山美智子                          | ビートルズ・メドレー （イン・マイ・ライフ、レディ・マドンナ、レット・イット・ビー） 作曲：レノン＝マッカートニー 振付：佐藤有香、ジェレミー・アボット |
| 2018-2019 | 月の光 作曲：クロード・ドビュッシー 振付：佐藤有香                                                 | ビートルズ・メドレー （イン・マイ・ライフ、レディ・マドンナ、レット・イット・ビー） 作曲：レノン＝マッカートニー 振付：佐藤有香、ジェレミー・アボット |
| 2017-2018 | 月の光 作曲：クロード・ドビュッシー 振付：佐藤有香                                                 | 映画『ニュー・シネマ・パラダイス』より 作曲：エンニオ・モリコーネ 振付：佐藤有香                                                                      |
| 2016-2017 | フラメンコ・ア・ゴー・ゴー／Dementia 作曲：スティーヴ・スティーヴンス 振付：佐藤有香               | 映画『ニュー・シネマ・パラダイス』より 作曲：エンニオ・モリコーネ 振付：佐藤有香                                                                      |
| 2015-2016 | フラメンコ・ア・ゴー・ゴー／Dementia 作曲：スティーヴ・スティーヴンス 振付：佐藤有香               | ヴァイオリン協奏曲ニ長調作品77 作曲：ヨハネス・ブラームス 振付：川越正大                                                                              |
| 2014-2015 | 組曲『惑星』より木星 作曲：グスターヴ・ホルスト 振付：川越正大                                     | ヴァイオリン協奏曲ニ長調作品77 作曲：ヨハネス・ブラームス 振付：川越正大                                                                              |
| 2011-2012 | ジャンピン・ジャック 演奏：ビッグ・バッド・ブードゥー・ダディー 振付：佐藤紀子、曽我清子、佐竹由香 | Rattle and Burn／Toca Orilla 演奏：Jesse Cook 振付：佐藤紀子、佐竹由香                                                                                |
| 2010-2011 | ジャンピン・ジャック 演奏：ビッグ・バッド・ブードゥー・ダディー 振付：佐藤紀子、曽我清子、佐竹由香 | 運命の力 作曲：ヴェルディ 振付：佐藤紀子、曽我清子、佐竹由香                                                                                          |